# 벨벳 혁명
벨벳 혁명(체코어: Sametová revoluce) 또는 온건 혁명(슬로바키아어: Nežná revolúcia)은 1989년 11월 17일부터 11월 28일까지 당시 체코슬로바키아에서 발생한 비폭력적인 권력 이양이었다. 체코슬로바키아 공산당의 일당 정부에 반대하는 대중 시위에는 학생과 노년의 반체제 인사들이 참여했다. 그 결과 체코슬로바키아의 41년간 일당 통치가 종식되었고, 이후 계획 경제가 해체되고 의회공화제로 전환되었다.
국제 학생의 날인 1989년 11월 17일, 경찰기동대는 프라하에서 학생 시위를 진압했다. 이 사건은 1939년 나치 정권의 프라하 대학 습격에 대한 폭력 진압 시위 50주년을 기념하는 것이었으며, 당시 1,200명의 학생이 체포되고 9명이 사망했다(참고: 국제 학생의 날의 기원). 1989년 사건은 11월 17일부터 12월 말까지 일련의 시위를 촉발시켰고, 반공주의 시위로 변모했다. 11월 20일, 프라하에 모인 항의 시위대의 수는 전날 20만 명에서 50만 명으로 증가했다. 11월 24일, 밀로시 야케시 서기장을 포함한 공산당 최고 지도부 전원이 사임했다. 11월 27일에는 체코슬로바키아 전 시민이 참여하는 2시간짜리 총파업이 열렸다.
다른 바르샤바 조약 기구 정부들의 붕괴와 가두 시위 증가에 대응하여, 체코슬로바키아 공산당은 11월 28일 권력을 포기하고 일당제를 종식하겠다고 발표했다. 이틀 후, 연방 의회는 헌법에서 공산당의 권력 독점을 명시한 조항들을 공식적으로 삭제했다. 12월 초, 서독 및 오스트리아 국경에 설치된 체코슬로바키아 국경의 유자철선 및 기타 장애물들이 제거되었다. 12월 10일, 구스타우 후사크 대통령은 1948년 이후 체코슬로바키아에서 처음으로 대부분 비공산주의 정부를 임명하고 사임했다. 1989년 12월 28일에는 알렉산데르 둡체크가 연방 의회 의장으로 선출되었고, 12월 29일에는 바츨라프 하벨이 체코슬로바키아의 대통령으로 선출되었다.
1990년 6월, 체코슬로바키아는 1946년 이후 첫 민주 선거를 치렀다. 1992년 12월 31일, 체코슬로바키아는 평화적으로 두 개의 국가로 분리되었다: 체코와 슬로바키아. 체코슬로바키아의 해체는 주로 슬로바크인과 체코인(이전 체코슬로바키아를 구성했던 두 주요 민족) 간의 국가 통치 문제로 인해 발생했다.

## 혁명 이전
체코슬로바키아 공산당은 1948년 2월 25일에 권력을 장악했다. 이후 공식적인 야당은 존재하지 않았다. 반체제 인사들(특히 77 헌장과 시민 포럼)은 (제한된 범위 내에서 NGO로만 허용된) 음악 클럽을 만들고 자체 제작한 정기 간행물(사미즈다트)을 발행했다. 77 헌장은 정부에 의해 탄압받았고, 서명 회원들은 체코슬로바키아 정권이 붕괴될 때까지 박해를 받았다. 이후 시민 포럼의 등장으로 독립의 가능성이 현실화되었다. 1989년 11월 17일 독립기념일까지 국민들은 비밀경찰 당국의 박해에 직면했다. 따라서 일반 대중은 직장이나 학교에서 해고될까 봐 두려워 반체제 인사들을 공개적으로 지지하지 못했다. 작가나 영화 제작자들은 "사회주의 정권에 대한 부정적인 태도"를 이유로 책이나 영화가 금지될 수 있었다. 또한 체코인과 슬로바크인들이 다른 비공산주의 국가로 여행하는 것을 허용하지 않았다. 이어서 그들은 외국 음악을 금지했다. 이러한 블랙리스트에는 이전 기업가나 비공산주의 정치인의 자녀, 서방에 가족이 거주하는 사람, 프라하의 봄 기간 동안 알렉산데르 둡체크를 지지한 사람, 소련의 군사 점령에 반대한 사람, 종교를 장려한 사람, (조작된) 의회 선거를 보이콧한 사람, 77 헌장에 서명했거나 관련 있는 사람들이 포함되었다. 모든 학교, 언론, 기업이 국가 소유였기 때문에 이러한 규칙들은 쉽게 시행될 수 있었다. 그들은 직접적인 감독을 받았으며 종종 라이벌에 대한 고발 수단으로 사용되었다.
블랙리스트의 성격은 1985년 미하일 고르바초프의 글라스노스트(개방)와 페레스트로이카(재편성) 정책 도입 이후 점차 변화했다. 체코슬로바키아 공산당 지도부는 페레스트로이카를 언론으로 지지했지만, 실제로 변화는 거의 없었다. 1968년 프라하의 봄에 대해 언급하는 것은 금기였다. 첫 번째 반정부 시위는 1988년(촛불 시위 등)과 1989년에 발생했지만, 이들은 해산되었고 참가자들은 경찰에 의해 탄압받았다.
1980년대 후반에 들어서면서 생활 수준과 경제적 부적절성에 대한 불만이 경제 개혁에 대한 대중적 지지로 이어졌다. 시민들은 체제를 더욱 공개적으로 비판하기 시작했다. 1989년에 이르러서는 만족했던 시민들도 정권에 대한 불만을 공개적으로 표현할 의지를 가지게 되었다. 1989년 바츨라프 하벨이 투옥되었을 때, 수많은 중요한 인물들과 평범한 노동자들이 그를 지지하는 탄원서에 서명했다.
이미 1989년 초부터 공산주의 체코슬로바키아와 이스라엘 간의 관계 해빙 조짐이 나타나기 시작했으며, 유대인 종교의 자유, 홀로코스트의 기억, 그리고 미국 내 강력한 유대인 공동체를 포함한 디아스포라와 남아 있는 체코슬로바키아 유대인 간의 유대관계 등 공동 문제에 대한 회의가 개최되었다.
개혁 지향적인 태도는 1989년 여름에 유포된, 검열 종식과 근본적인 정치 개혁 시작을 요구하는 청원서에 서명한 많은 개인들에게서도 나타났다.
혁명의 즉각적인 동기는 이웃 국가들과 체코슬로바키아 수도의 발전에서 비롯되었다. 8월부터 동독 시민들은 프라하의 서독 대사관을 점거하고 서독으로의 망명을 요구했다. 11월 3일 이후 수천 명의 동독인들이 기차를 타고 프라하를 떠나 서독으로 향했다. 11월 9일, 베를린 장벽이 무너져 우회할 필요가 없어졌다.
11월 16일경, 체코슬로바키아의 많은 이웃 국가들은 권위주의 통치를 벗어나기 시작했다. 체코슬로바키아 시민들은 외국 및 국내 채널을 통해 이러한 사건들을 TV로 시청했다. 소련 또한 공산주의 정권의 전복을 예상하지는 못했지만, 체코슬로바키아 지배 엘리트의 변화를 지지했다.

## 연대기

### 11월 16일
국제 학생의 날(1939년 나치에 의한 프라하 대학 습격 사건인 존더악치온 프라그(Sonderaktion Prag) 50주년) 전날, 슬로바키아 고등학생과 대학생들이 브라티슬라바 중심부에서 평화적인 시위를 조직했다. 슬로바키아 공산당은 문제를 예상했고, 시위가 조직되었다는 사실 자체가 당에게는 문제로 비춰졌다. 시위가 있기 전 무장 병력이 비상 대기 상태에 들어갔다. 그러나 결국 학생들은 평화롭게 도시를 통과하며 자신들의 요구 사항을 논의하기 위해 슬로바키아 교육부에 대표단을 보냈다.

### 11월 17일

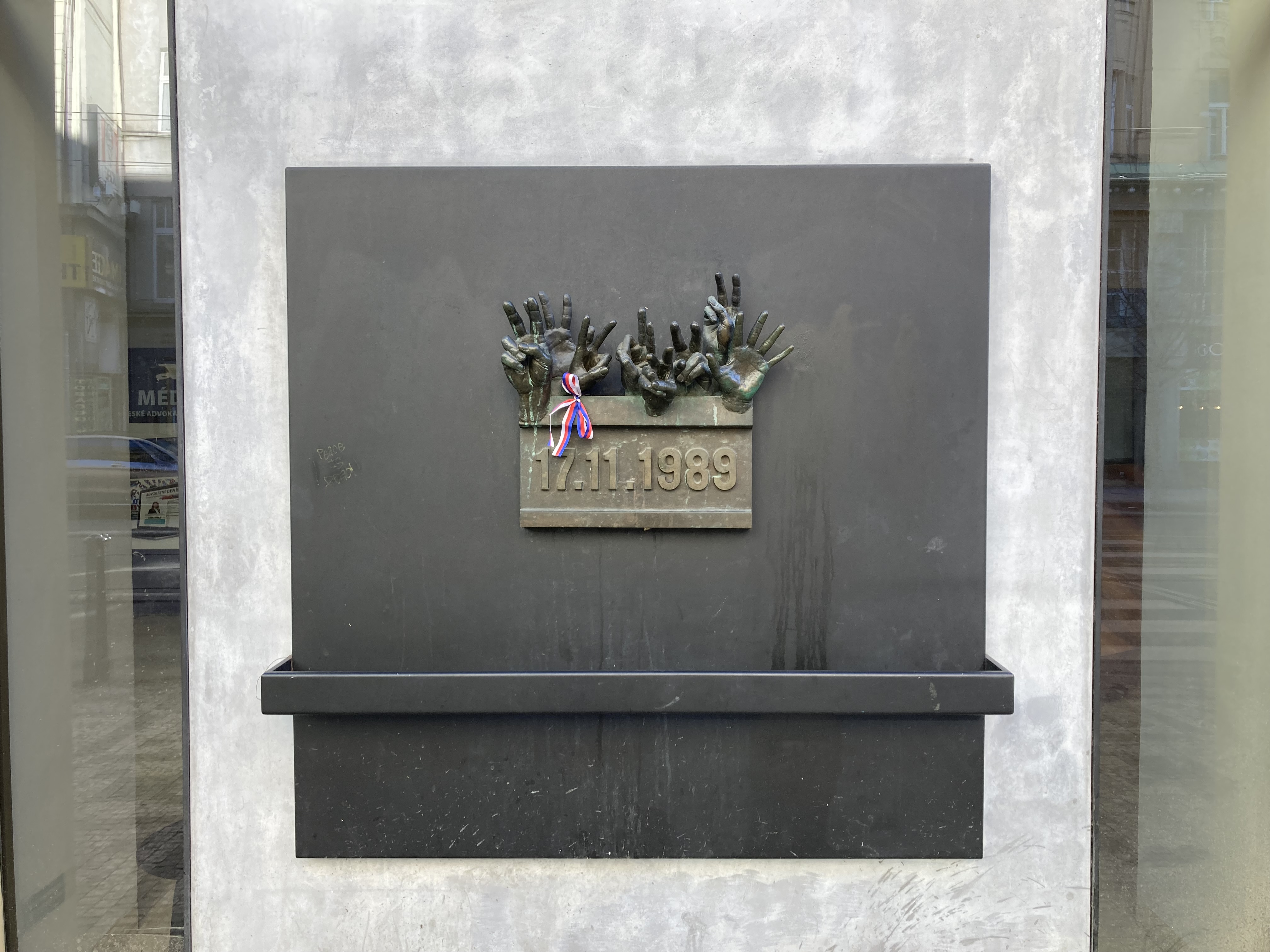
11월 17일 프라하 학생 시위 기념비

바츨라프 하벨이 주도하는 새로운 운동들이 등장하여 국가가 정치적으로 재편성될 통일 사회의 개념을 제시했다. 사회주의 청년 연맹(SSM/SZM, 체코슬로바키아 공산당의 대리 기관)은 11월 17일 국제 학생의 날과 나치 정부에 의해 살해된 학생 얀 오플레탈 50주년을 기념하기 위해 대규모 시위를 조직했다.
대부분의 SSM 회원들은 사적으로 공산당 지도부에 반대했지만, 박해를 두려워하여 목소리를 내지 못했다. 이 시위는 일반 학생들이 다른 사람들과 함께 의견을 표현할 기회를 제공했다. 오후 4시경(16:00), 약 15,000명이 시위에 참여했다. 그들은 Stuha 운동의 설립자들인 이르지 디엔스트비에르와 시몬 파네크의 전략에 따라 카렐 히네크 마하의 묘비가 있는 비셰흐라트 묘지로 행진했고, 공식적인 행진 종료 후에는 프라하 중심부로 계속 이동하며 반공주의 구호를 외치고 현수막을 들었다.
오후 7시 30분경(19:30), 시위대는 나로드니 거리에서 경찰기동대의 저지선에 막혔다. 그들은 모든 도피로를 막고 학생들을 공격했다. 모든 시위대가 흩어진 후, 참가자 중 한 명인 비밀경찰 요원 루드비크 지프차크(Ludvík Zifčák)가 길에 쓰러져 있었다. 지프차크는 물리적으로 다치거나 죽은 척 한 것이 아니라, 단순히 기절한 것이었다. 경찰관들은 그의 움직이지 않는 몸을 구급차로 옮겼다.
두려움과 절망의 분위기는 마르틴 슈미트라는 죽은 학생에 대한 날조를 낳았다. 이 이야기는 드라호미라 드라즈스카가 폭동 중 부상을 입고 치료를 기다리면서 꾸며낸 것이었다. 드라즈스카는 대학에서 일했으며 다음날 자유유럽방송 기자 페트르 울의 아내를 포함한 여러 사람들에게 자신의 이야기를 퍼뜨렸다. 이 사건은 사람들을 동원하고 혁명을 촉발시켰다. 같은 날 저녁, 학생들과 극장 배우들은 파업에 돌입하기로 합의했다.

### 11월 18일
두 명의 학생이 라디슬라프 아다메츠 총리의 개인 거주지를 방문하여 나로드니 거리에서 발생한 일을 설명했다. 리얼리즘 극장에서 파업이 선포되었고, 다른 극장들도 곧이어 파업에 동참했다. 극장들은 대중 토론을 위해서만 무대를 열었다.
프라하 공연 예술 아카데미 학생들의 주도로 프라하 학생들이 파업에 돌입했다. 이 파업에는 체코슬로바키아 전역의 대학생들이 동참했다. 프라하의 극장 직원과 배우들도 파업을 지지했다. 배우들은 무대에 서는 대신 학생과 예술가들의 선언문을 관객에게 낭독하며 11월 27일 총파업을 촉구했다.
수제 포스터와 선언문이 붙여졌다. 모든 언론(라디오, TV, 신문)이 공산당의 엄격한 통제를 받았기 때문에(참고: 공산주의 체코슬로바키아의 대중매체), 이것이 메시지를 확산시킬 수 있는 유일한 방법이었다.
저녁에는 자유유럽방송이 전날 시위에서 학생(이름은 마르틴 슈미트)이 경찰에 의해 살해되었다고 보도했다. 이 보도는 거짓이었지만, 위기감을 고조시켰고, 일부 망설이던 시민들이 두려움을 극복하고 시위에 참여하도록 설득했다.

### 11월 19일

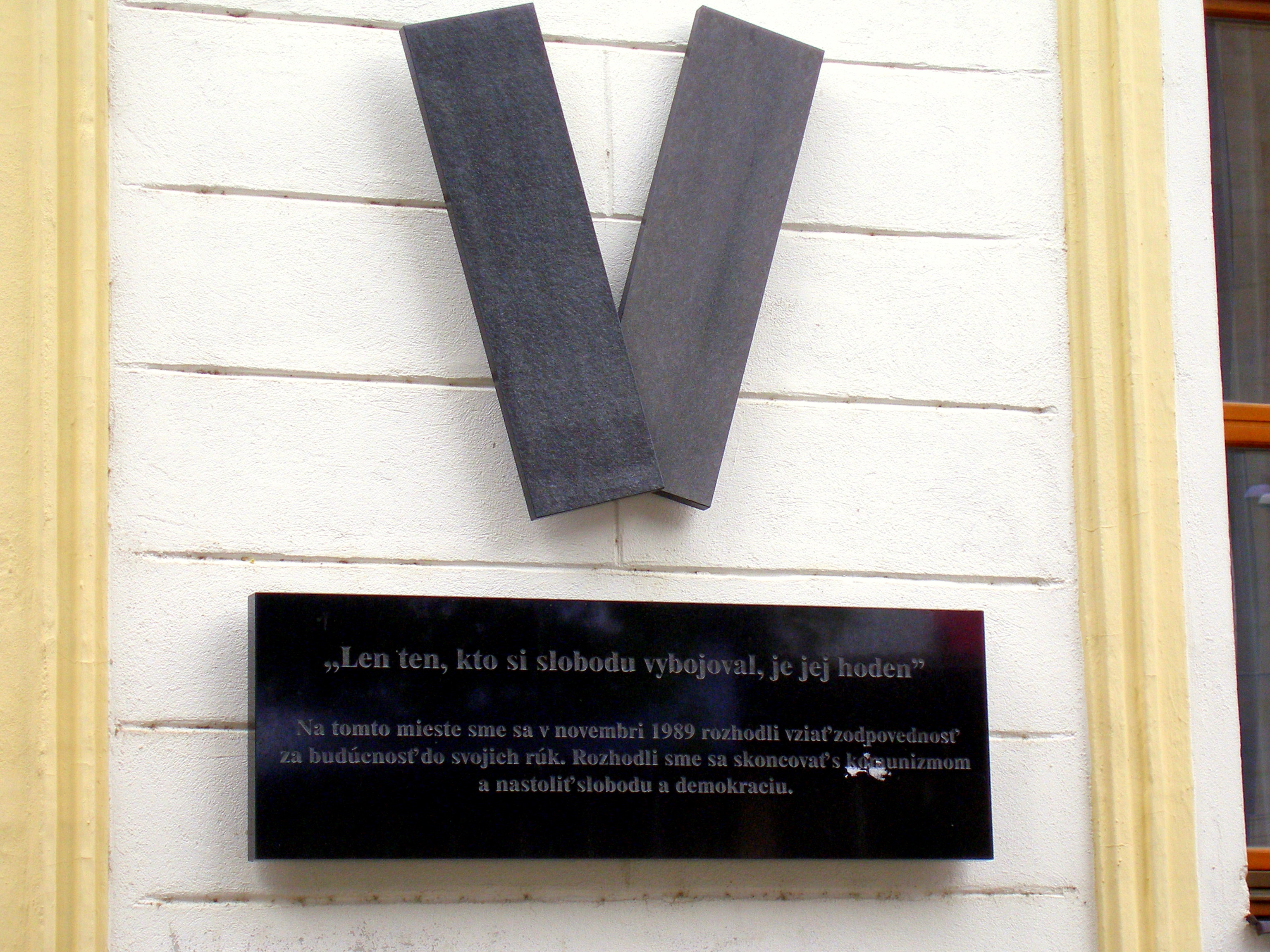
브라티슬라바(슬로바키아 국민봉기 광장)에 있는 벨벳 혁명 기념비:
자유를 위해 투쟁하는 자만이 자유를 누릴 자격이 있다.'
1989년 11월 이곳에서 우리는 미래에 대한 책임을 스스로 지기로 결정했다. 우리는 공산주의를 종식하고 자유와 민주주의를 확립하기로 결정했다."

브라티슬라바, 브르노, 오스트라바 등 다른 도시들의 극장들이 파업에 들어갔다. 예술 및 문학 협회, 조직 및 기관의 회원들도 파업에 동참했다.
시민 운동 단체 회원들이 총리를 만났고, 총리는 두 차례 사임을 금지당했으며, 동독에서와 같은 대규모 시위(약 25만 명의 학생)와 같은 대규모 시위가 필요하다고 말했다. 그는 예상되는 변화 동안 "사상자" 수를 최소한으로 유지해 달라고 요청했다.
오후 5시(17:00)경 약 500명의 슬로바키아 예술가, 과학자, 지도자들이 브라티슬라바의 예술 포럼(Umelecká beseda)에 모였다. 그들은 11월 17일 프라하에서 학생들에 대한 공격을 비난하고, 슬로바키아 야당 운동의 주요 세력이 될 폭력에 반대하는 대중을 결성했다. 창립 회원에는 밀란 크냐슈코, 얀 부다이 등이 포함되었다.
프라하 극장의 배우들과 관객들은 바츨라프 하벨 및 77 헌장과 다른 반체제 단체의 저명한 회원들과 함께 개혁을 위한 대중 운동인 시민 포럼(Občanské fórum, 체코 공화국 지역의 슬로바키아 폭력 반대 단체와 동등한 단체)을 설립했다. 그들은 폭력에 책임 있는 최고 관리들의 해고와 사건에 대한 독립적인 조사, 모든 정치범 석방을 요구했다.
대학생들이 파업에 돌입했다. 텔레비전에서 정부 관리들은 평화를 촉구하고 도시의 정상적인 업무로 복귀할 것을 요청했다. 마르틴 슈미트와의 인터뷰가 방영되어 아무도 사망하지 않았음을 대중에게 설득하려 했지만, 녹음 품질이 좋지 않아 소문은 계속되었다. 아무도 사망하지 않았음이 확인되기까지는 며칠 더 걸렸고, 그때까지 혁명은 더욱 탄력을 받았다.
민주적 이니셔티브의 지도자들은 11월 25일까지 정부 사퇴와 현 정부의 비타협적 구성원으로 구성된 임시 정부 구성을 포함한 몇 가지 요구사항을 제시했다.

### 11월 20일

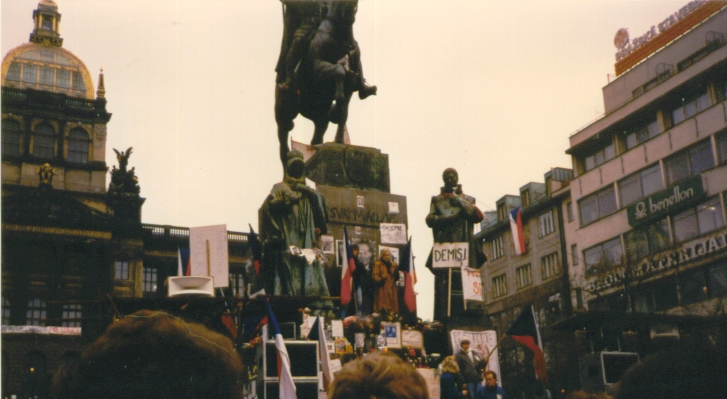
성 바츨라프 기념비

학생들과 극장들은 "영구" 파업에 들어갔다. 경찰은 시위가 파업 중인 극장으로 들어갈 수 있었을 프라하 성 방향으로의 계속을 막았다.
시민 포럼 대표들은 하벨 없이 아다메츠와 비공식적으로 협상했고, 아다메츠는 학생들의 요구에 동조했다. 그러나 그는 같은 날 특별 내각 회의에서 부결되었다. 정부는 공식 성명에서 어떤 양보도 하지 않았다.
시민 포럼은 한 가지 요구를 추가했다: 헌법에서 공산당의 "지배적 지위"를 폐지하는 것. 비공산주의 신문들은 공산당의 해석과 상반되는 정보를 보도했다. 프라하에서 첫 대규모 시위(10만 명)와 브라티슬라바에서 첫 시위가 발생했다.

### 11월 21일

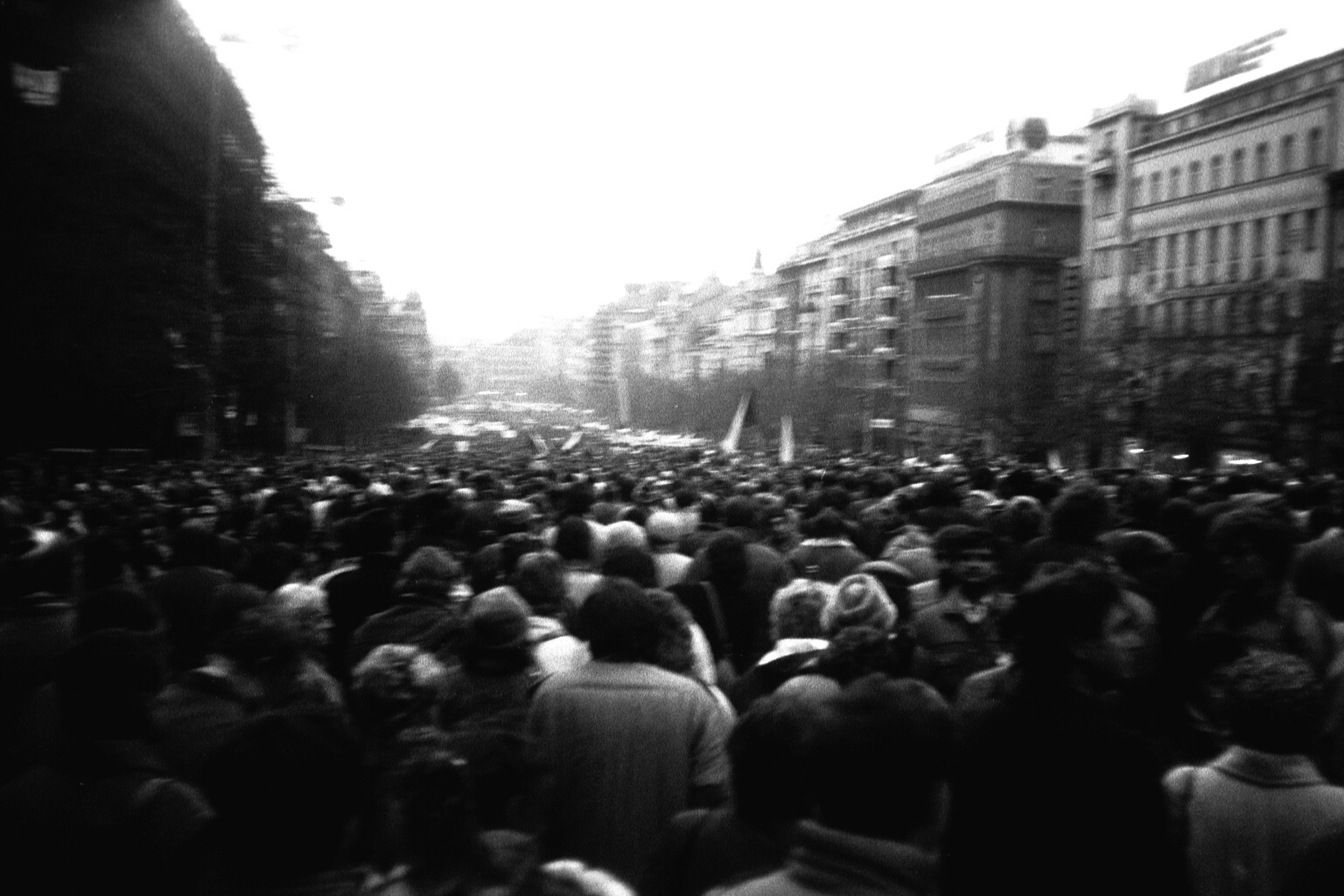
프라하 바츨라프 광장의 사람들

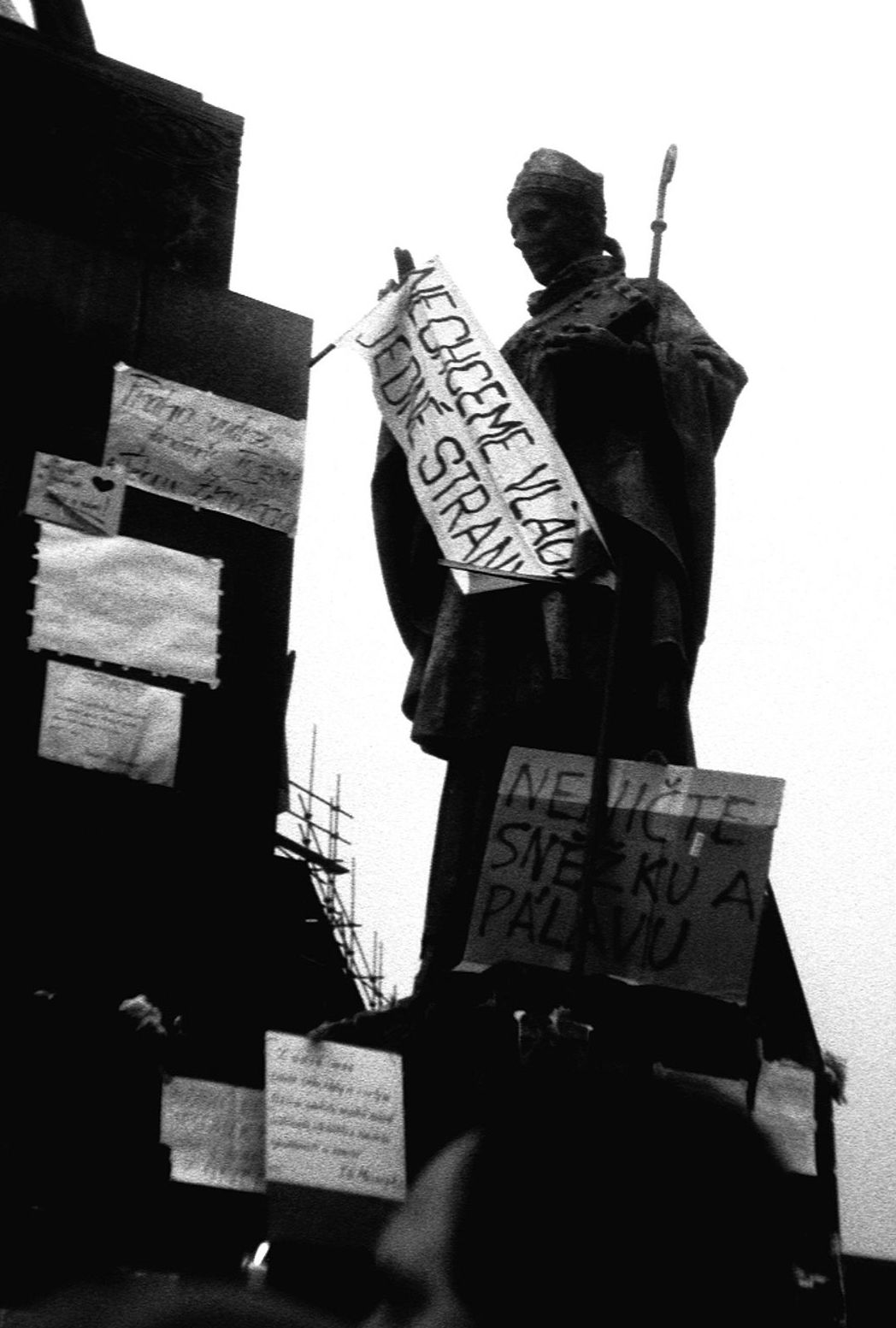
프라하의 성 보이테흐 조각상과 현수막

시민 포럼과 총리의 첫 공식 회담이 열렸다. 총리는 국민에게 어떠한 폭력도 사용되지 않을 것이라고 개인적으로 보장했지만, "사회주의는 논의할 수 없는 것이며, 사회주의를 보호할 것"이라고 말했다. 프라하 중심부의 바츨라프 광장에서 조직적인 대규모 시위가 발생했다(이후 며칠 동안 시위가 반복되었다). 배우와 학생들은 프라하 안팎의 공장들을 방문하여 다른 도시의 동료들을 위한 지지를 얻었다.
흐비에즈도슬라보보 광장에서 대규모 시위가 일어났고 (이후 며칠 동안, 슬로바키아 국민 봉기 광장으로 옮겨졌다). 학생들은 요구 사항을 제시하고, 11월 27일 월요일에 예정된 총파업에 참여해 줄 것을 요청했다. 사법부 청사 앞에서 얀 차르노구르스키(이후 슬로바키아 총리)의 석방을 요구하는 별도의 시위가 있었다. 알렉산데르 둡체크는 이 시위에서 연설했는데, 이는 벨벳 혁명 중 그의 첫 등장이다. 그 결과 차르노구르스키는 11월 23일에 석방되었다. 체코슬로바키아의 모든 주요 도시에서 추가 시위가 이어졌다.
추기경 프란티셰크 토마셰크, 보헤미아 지역의 로마 가톨릭 수석 사제는 학생들을 지지하고 현 정부의 정책을 비판하는 선언문을 발표했다. 벨벳 혁명 기간 중 처음으로 루보미르 펠데크가 폭력에 반대하는 대중 회의에서 공산당의 "주도적 역할"을 규정한 헌법 조항 폐지라는 "급진적" 요구를 표명했다.
저녁에 체코슬로바키아 공산당 의장인 밀로시 야케시는 연방 텔레비전에서 특별 연설을 했다. 그는 질서가 유지되어야 하며 사회주의가 체코슬로바키아의 유일한 대안이라고 말하며 시위 단체들을 비판했다. 정부 관리들, 특히 공산당 수장 밀로시 야케시는 강경한 입장을 유지했다. 그러나 밤 동안 그들은 시위를 진압하기 위해 "인민 민병대(공산당에 직접 종속된 준군사 조직)" 회원 4,000명을 프라하로 소환했지만, 결국 철회했다.

### 11월 22일
시민 포럼은 11월 27일 월요일에 2시간 동안의 총파업을 발표했다. 바츨라프 광장 시위에 대한 첫 생중계 보도가 연방 텔레비전에 나타났다(그리고 참가자 중 한 명이 현 정부를 비난하고 알렉산데르 둡체크를 지지하자마자 빠르게 중단되었다).
파업 중인 학생들은 슬로바키아 정부와 슬로바키아 공산당 대표들이 대화에 참여하도록 강요했으며, 여기서 공식 대표들은 즉시 방어적인 입장에 놓였다. 연방 텔레비전의 슬로바키아 지부 직원들은 연방 텔레비전 지도자들에게 국내 사건에 대한 정확한 정보를 제공할 것을 요구했고, 그렇지 않으면 TV 직원 파업을 시작할 것이라고 했다. 브라티슬라바 시위에 대한 검열 없는 생중계 보도가 시작되었다.

### 11월 23일
저녁 뉴스에서는 공장 노동자들이 프라하 공산당 서기 미로슬라프 슈테판을 야유하는 장면이 나왔다. 군대는 공산당 지도부에 행동 준비가 되어 있음을 통보했다(결국 시위대에 사용되지는 않았다). 군대와 국방부는 반대파에 대한 조치를 준비하고 있었다. 그러나 회의 직후 국방부 장관은 군대가 결코 국민에게 대항하는 행동을 하지 않을 것이며 시위를 중단할 것을 촉구하는 TV 연설을 했다.

### 11월 24일
밀로시 야케시 사무총장을 포함한 전 정치국이 사임했고, 보다 온건한 공산주의자인 카렐 우르바네크가 사무총장으로 임명되었다. 연방 텔레비전은 11월 17일 장면을 처음으로 보여주었고, 바츨라프 하벨의 첫 TV 연설을 방영했는데, 주로 계획된 총파업에 대한 내용이었다. 체코슬로바키아 TV와 라디오는 총파업에 동참할 것이라고 발표했다. 슬로바키아 연방 텔레비전은 야당 대표들과의 토론을 방영했다. 야당은 얀 부다이, 페도르 갈, 블라디미르 온드루시가 대표했고, 공산당은 슈테판 후도바(브라티슬라바 자동차 회사 이사), 페테르 바이스(슬로바키아 공산당 마르크스-레닌주의 연구소 서기), 코시체 제철소 이사가 대표했다. 이는 체코슬로바키아 텔레비전 개국 이래 첫 자유로운 토론이었다. 그 결과, 슬로바키아 신문사의 편집진들이 야당에 합류하기 시작했다.

### 11월 25일

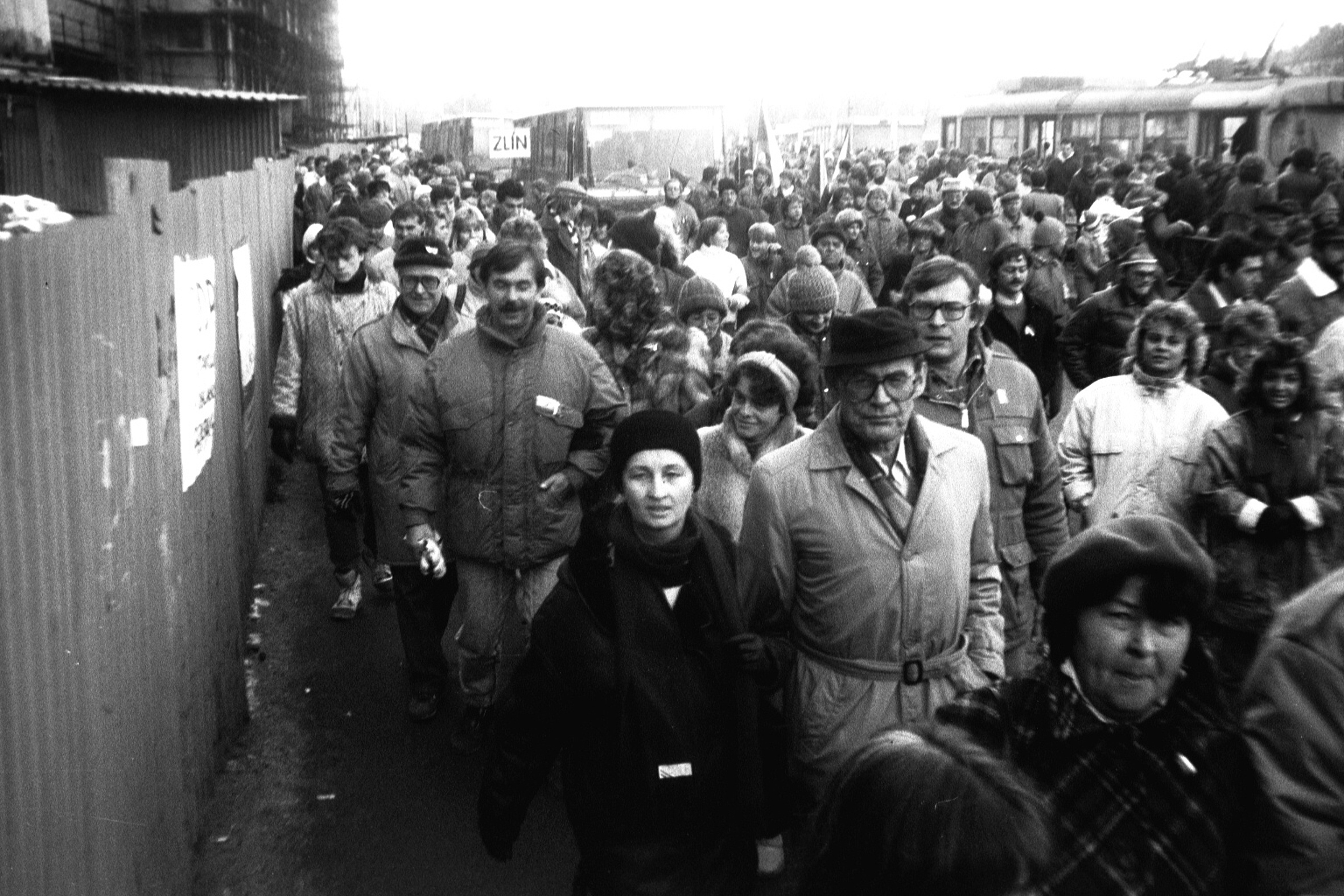
11월 25일, 아네슈카 체스카의 시성식을 기념하는 미사가 끝난 프라하 대성당과 흐라드찬스카 지하철역에서 레트나 평원으로 사람들이 쏟아져 나온다.

새로운 공산당 지도부는 미로슬라프 슈테판을 포함하고 라디슬라프 아다메츠는 제외한 채 기자회견을 열었지만, 시위대의 요구 사항을 다루지 않았다. 그날 늦게 슈테판은 프라하 서기직을 사임했다. 프라하-레트나에서 열린 정기적인 반정부 시위 참가자 수는 약 80만 명에 달했다. 브라티슬라바 시위는 약 10만 명의 참가자로 정점을 찍었다.

### 11월 26일
아다메츠 총리는 하벨과 처음으로 만났다. 슬로바키아 공산당의 중앙 신문인 슬로바키아의 프라우다 편집진이 야당에 합류했다.

### 11월 27일

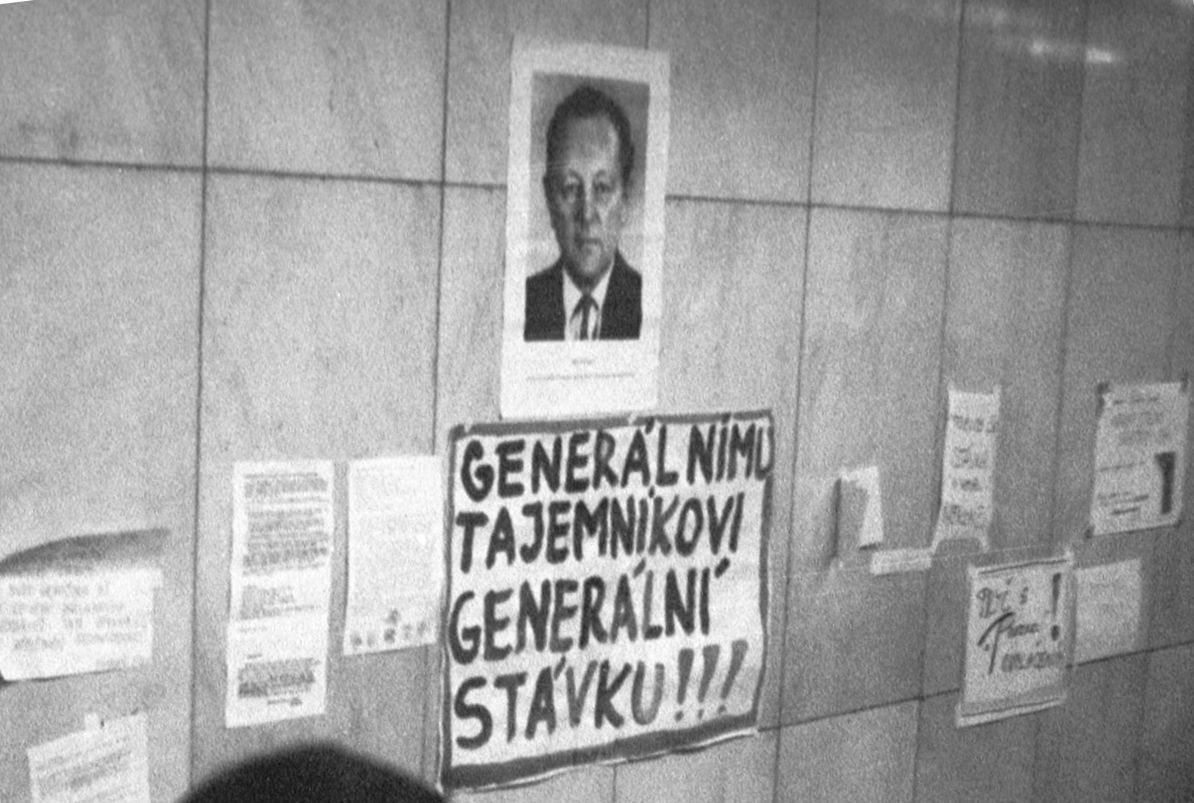
"사무총장에게 - 총파업!!!" 11월 24일에 사임한 밀로시 야케시의 초상화가 있는 호소문

시민 운동이 주도한 성공적인 두 시간짜리 총파업은 처음에는 온건했던 요구 사항을 새로운 정부를 요구하는 외침으로 강화시켰다. 파업은 12시부터 14시까지 전국적으로 진행되었으며, 인구의 75%가 지지했다고 보고되었다. 문화부는 반공주의 문학을 도서관에서 대여할 수 있도록 허용하여, 수십 년간의 검열을 사실상 종식시켰다. 시민 포럼은 정치 질서를 교란하고 국가와의 협상에서 국가의 합법적인 목소리로 스스로를 확립하는 능력을 입증했다. 시민 운동은 총파업에 대한 지지를 동원했다.

### 11월 28일
연방 의회는 공산당의 "선도적 역할"을 언급하는 헌법 조항을 삭제하여 체코슬로바키아에서 공산당 통치를 공식적으로 종식시켰다.

### 12월 10일
구스타우 후사크 대통령은 41년 만에 공산당이 지배하지 않는 첫 정부를 출범시켰다. 그는 곧 사임했다.

## 여파

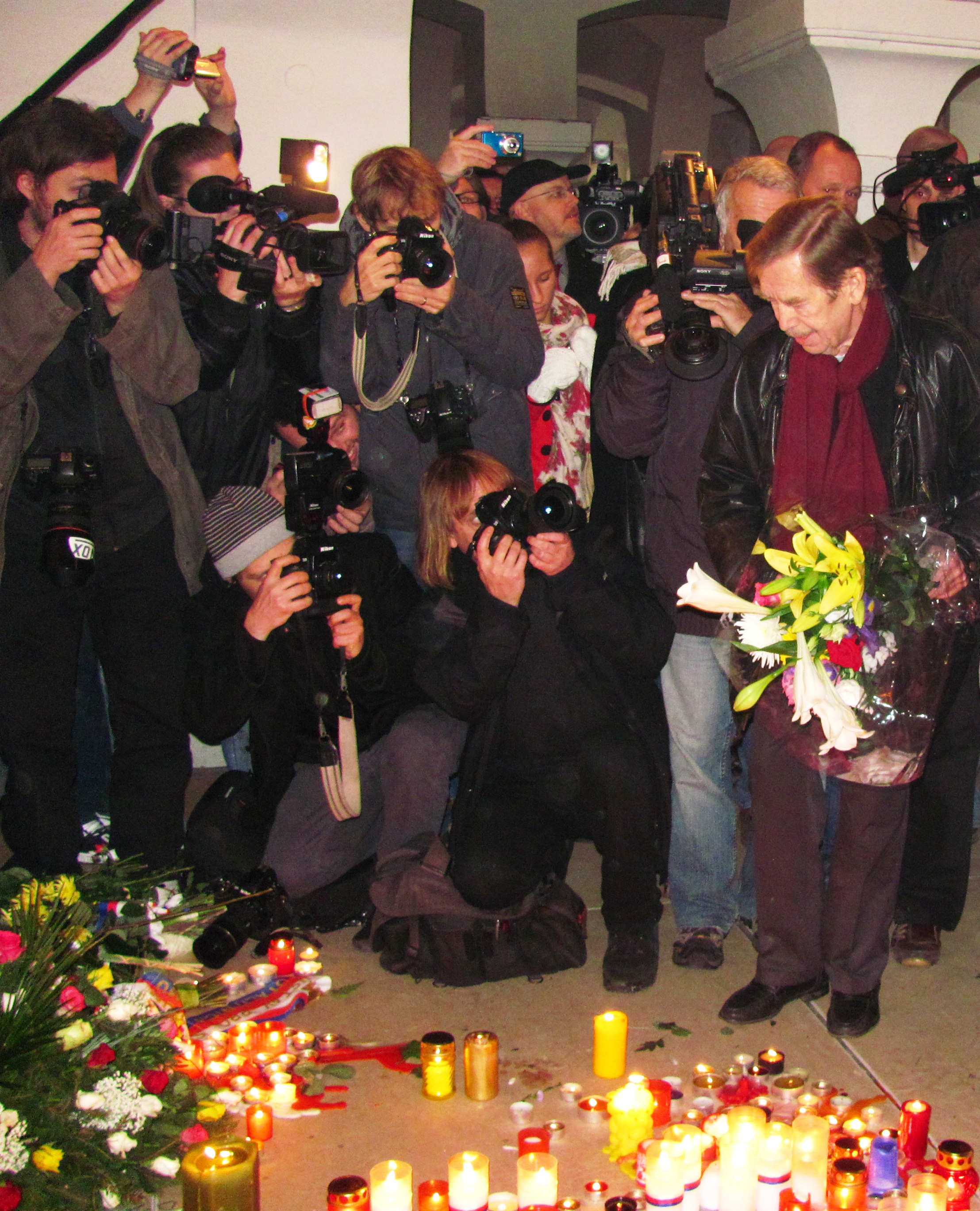
벨벳 혁명 21주년 – 바츨라프 하벨 전 대통령(오른쪽, 꽃을 들고) 프라하 나로드니 거리 기념비에서

혁명의 승리는 반역자 극작가이자 인권 운동가인 바츨라프 하벨이 1989년 12월 29일 체코슬로바키아의 대통령으로 선출됨으로써 완성되었다. 역사학자 마르틴 바인(Martin Wein)이 상세히 분석했듯이, 이 행사는 종교적 요소를 포함하여 고도로 연출되고 상징적으로 중요했다.
몇 주 만에 하벨은 소련군 (약 73,500명)의 체코슬로바키아 철수를 협상했다. 합의에 따라 소련군은 몇 달 안에 철수했다. 1990년 6월에 실시된 자유 선거는 이 정부를 합법화하고 공산당 권력의 잔재와 공산주의 시대의 유산을 다룰 준비를 마련했다.
체코슬로바키아의 정치적 안정과 민주주의로의 전환 성공에 대한 주된 위협은 공산주의 시대 이후 다시 불거진 체코인과 슬로바크인 간의 민족 갈등에서 비롯될 가능성이 커 보였다. 그러나 시장 경제로의 전환에 대한 전반적인 합의가 있었기 때문에, 1990년 초에 대통령과 그의 최고 경제 자문들은 가격을 자유화하고 독점 해제 및 경제 민영화를 추진하기로 결정했다. 공산주의의 종식은 평생 고용의 종식을 의미했으며, 그 결과 실업률이 증가했다. 이를 해결하기 위해 정부는 실업 수당과 최저 임금을 시행했다. 민주주의와 시장 경제로의 전환 결과는 외부 환경의 변화가 이 과정에 얼마나 도움이 되거나 방해가 되는지에 달려 있었다.
주목할 만한 발전은 종교의 자유 증가, 그리고 바티칸 및 이스라엘과의 관계 재개였다.

## 명칭 및 분류

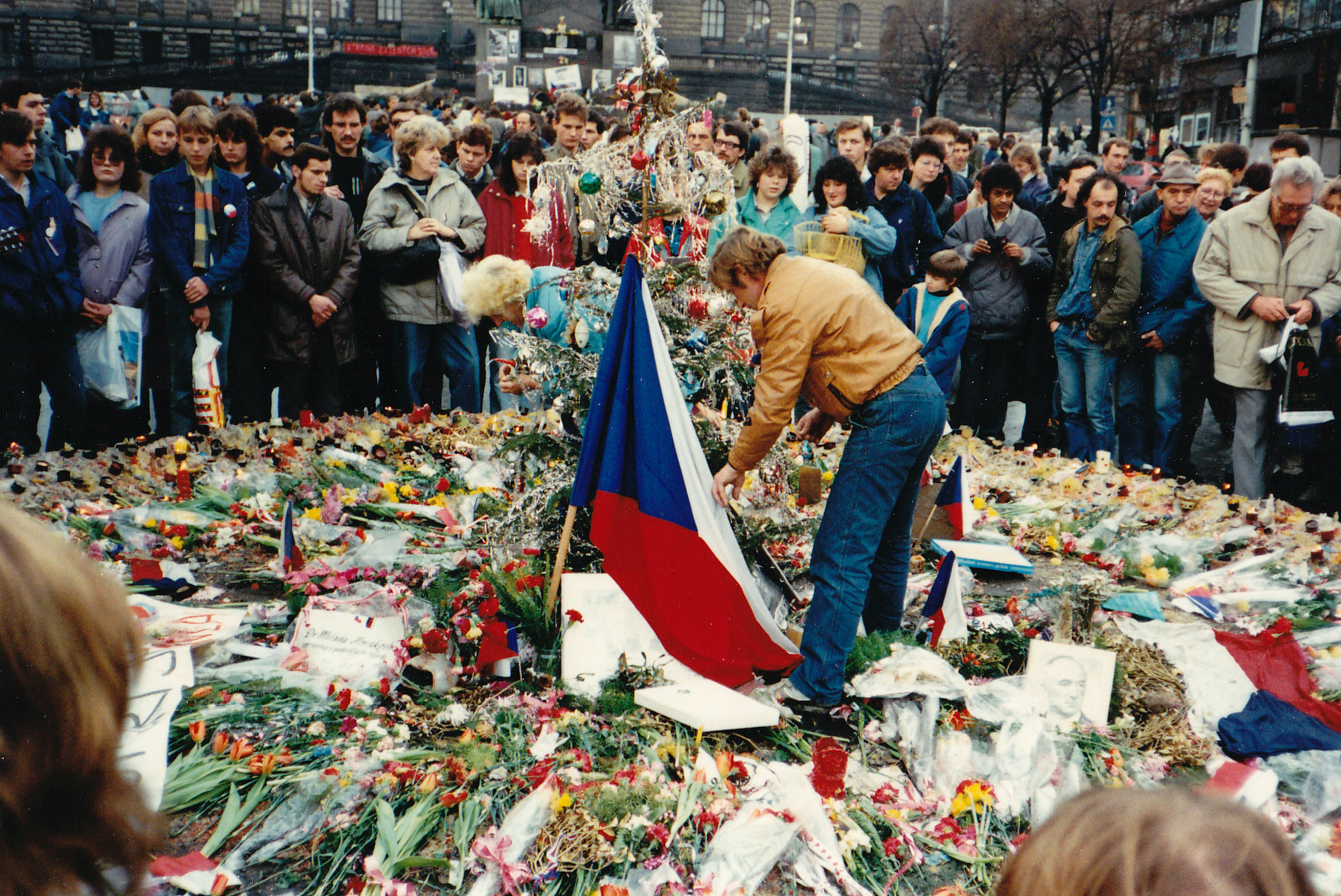
바츨라프 하벨이 1939년 프라하 시위 참가자들의 죽음을 기리고 있다.

벨벳 혁명(Velvet Revolution)이라는 용어는 반체제 인사들의 영어 번역가이자 훗날 미국 대사가 된 리타 클리모바가 만들었다. 이 용어는 국제적으로 혁명을 묘사하는 데 사용되었으며, 체코인들도 내부적으로 이 용어를 사용했다. 1993년 체코슬로바키아의 해체 이후, 슬로바키아는 처음부터 혁명에 사용했던 용어인 온건 혁명(Gentle Revolution)을 사용했다. 체코는 계속해서 이 사건을 벨벳 혁명이라고 부른다.
야로슬라프 크레이치와 같은 혁명 이론가들은 "벨벳 혁명"이 사실상 진정한 혁명이 아니라고 주장했는데, 혁명은 정의상 불법적인 폭력을 통해 변화를 달성하기 때문이다. 대립하는 혁명 이론들은 벨벳 혁명이 권력 이양을 초래한 논쟁적인 주권의 "혁명 상황"이었기 때문에 정당한 혁명이라고 주장한다.
벨벳 혁명은 전 세계적인 "색깔 혁명"의 초기 사례이다.

## 혁명의 이상
혁명 전 몇 달 동안, 그리고 혁명 기간 동안 시민들은 전단지를 대량으로 배포하여 아이디어를 퍼뜨렸다. 수백 개의 개별 전단지가 다양한 메시지와 함께 인쇄되었지만, 대부분 같은 이상을 공유했다. 1989년 여름, 가장 널리 유포된 문서 중 하나는 "대화의 여덟 가지 규칙"이었는데, 이는 진실, 이해와 공감, 정보에 입각한 존중하는 토론, 인신공격 자제, 그리고 열린 마음을 옹호했다. 다른 문서들은 의사소통 기술보다는 이상에 더 초점을 맞췄다. 민주주의, 자유, 비폭력, 공정성, 인간애가 일반적인 주제였으며, 자기 조직화, 정치적 대표성, 근로 조건 개선도 그러했다.

## 외부 요인
1989년 11월 사건은 외부 요인이 체코슬로바키아 공산주의 몰락의 중요한 촉매제였음을 확인시켜 주었다. 따라서 폴란드와 헝가리의 변화, 그리고 동독 정권의 붕괴는 모두 동유럽에 대한 소련의 새로운 태도에서 비롯된 것으로, 체코인과 슬로바키아인들이 거리에 나서 자신들의 자유를 쟁취하도록 고무했다. 그러나 경제 및 정치 위기와 변화를 위해 노력하는 집단 및 개인의 행동을 포함한 국내 요인들이 시스템에 대한 지지를 불안정하게 만들었다.
미국 및 이스라엘과의 관계는 1989년 초부터 변화하기 시작하여 관계가 온화해지고 다양한 현안에 대한 회의와 협상이 진행되었다. 관련된 모든 측은 관계 개선에 전략적 이익을 가지고 있었고, 유대인 및 유대 유산, 홀로코스트 기억에 대한 대우는 전반적인 관계 개선의 시금석 중 하나였다.

## 변화의 속도
파업에 대한 국가의 반응은 국제적 고립이 정치적, 사회적, 경제적 변화에 대한 압력을 만들어냈지만, 그 이후의 사건들은 미리 결정될 수 없다는 것을 보여주었다. 공산주의 국가가 그렇게 빨리 붕괴할 것이라고는 아무도 생각하지 못했다. 파업 중인 학생들과 극장들은 어떤 종류의 시위도 진압할 수 있는 국가를 위협할 것 같지 않았다. 이 혁명의 "대중적" 단계는 11월 27일 총파업에 대한 시민 포럼의 성공적인 동원으로 가능해진 승리로 이어졌고, 이는 국가와의 협상에서 국가의 목소리를 대변할 합법성을 확립했다. 11월 17일 이후의 대규모 시위는 밀로시 야케시 공산당 지도부의 사임, 공산당의 주도적 역할 제거, 그리고 비공산주의 정부의 수립으로 이어졌다. 혁명 지지자들은 정치 조직과 가치, 경제 구조와 정책, 외교 정책의 필수적인 개혁을 수립하는 것 외에도 정부 운영에 대한 즉각적인 책임을 져야 했다.

## 열쇠 달그락거림
벨벳 혁명 시위의 한 가지 요소는 지지를 나타내기 위해 열쇠를 달그락거리는 것이었다. 이 행동은 두 가지 의미를 가졌다. 즉, 잠긴 문을 여는 것을 상징했으며 시위대가 공산주의자들에게 "잘 가요, 이제 집에 갈 시간이에요."라고 말하는 방식이었다.
2009년 11월 17일, 슬로바키아는 20주년을 기념하기 위해 2유로 기념 주화를 발행했다. 이 주화에는 종의 추와 연결된 열쇠가 묘사되어 있다. 어슐러 K. 르귄은 단편 소설 "공기를 여는 열쇠"를 썼는데, 이 소설에서는 열쇠 달그락거림이 오르시니아라는 가상의 국가를 해방시키는 데 중심적인 역할을 했다.

## 같이 보기
- 시민 포럼
- 체코슬로바키아의 해체
- 1989년 혁명
- 동독 월요 시위
- 장미 혁명
- 오렌지 혁명